# 湯瑪斯·史卡佛內克
湯瑪斯·史卡佛內克（Tomasz Schafernaker，1979年1月8日—）是一名在BBC天氣工作的波蘭裔英國氣象學家。

## 早年生活
史卡佛內克出生於波蘭的格但斯克，在他的家鄉波蘭和英國上學。他在樸茨茅夫南海城的獨立學校聖約翰學院裡接受教育，他在學院的數學、物理和藝術方面取得了A級成績，然後在雷丁大學獲得了氣象學理學士學位。

## 生涯
加入英國氣象局後，他被培訓成為氣象學家。他於2000年加入BBC天氣中心，擔任廣播助理，並於同年成為報導員；這樣使他成為BBC天氣中最年輕的報導員。他付出了一些時間在遍及英國的BBC地區天氣預報，並出現在2003年冬季的英國廣播公司世界新聞頻道。
由2004年到2005年，史卡佛內克在德雲郡埃克塞特的英國氣象局學院學習，以及培訓成航空預報員。他也曾經在獨立電視台（ITV）和倫敦氣象中心工作過一段時間。
史卡佛內克於2006年重新加入了BBC。他曾因為在以為關了鏡頭的情況下被BBC新聞報導員西門·麥考伊善意取笑後「豎中指」而變得聲名狼藉。他的震驚和恐懼表情的片段被放到YouTube上，獲得超過550萬次點擊。在採取了一系列削減成本的措施並選擇一個較小問題的全國天氣報導員後，他在2010年被BBC撤職。他後來在2010年的英國電視和廣播業俱樂部獎上被名為最佳電視天氣報導員。
史卡佛內克仍然在英國氣象局工作，他曾出現在各種英國電視網上的各種廣播項目，包括天氣頻道、探索頻道和第四台。2012年5月29日，他加入BBC東南擔任天氣報導員。史卡佛內克於2013年1月19日回到BBC全國廣播公司。他通常在英國廣播公司新聞頻道、BBC廣播四台或BBC廣播五直播台預報天氣。2017年，他在一次公投中被選為英國最受歡迎的天氣報導員。

## 雜誌模特兒
史卡佛內克在2010年1月為雜誌《Attitude Active》的封面擺姿勢，只穿內褲。

## 外部連結
- Tomasz Schafernaker （页面存档备份，存于）, BBC Weather
- 湯瑪斯·史卡佛內克的X（前Twitter）